# Самоа — королева джунглів
«Самоа — королева джунглів» («Samoa, regina della giungla») — італійський пригодницький кінофільм 1968 року, знятий режисером Гвідо Малатестою, з Едвіж Фенек у головній ролі.

## Сюжет
Група мисливців за скарбами вирушає до непрохідних джунглів на пошуки алмазів. Там вони стикаються з племенем аборигенів, у якому зустрічають дівчину на ім'я Самоа, яка потрапила до цього племені ще дитиною. Дикуни спочатку нападають на мандрівників, але потім надають їм привітний прийом. Один із гостей Клінт закохується в неї, а ще один хлопець на ім'я Ален — у місцеву дівчину Жасмін, але після того, як гості побачили діжку з алмазами в храмі аборигенів, жага наживи занапастила всі високі почуття.

## У ролях
- Роджер Браун: Клінт Ломан
- Едвіж Фенек: Самоа
- Іві Гольцер: Ненсі Вайт
- Івано Стаччолі: Пьер Моро
- Андреа Аврелі: Шварц
- Умберто Чер'яні: Ален
- Фемі Бенуссі: Ясмін
- Тор Альтмайєр: професор Довсон
- Вілберт Бредлі: Кампу, гід
- Клаудіо Руффіні: Джо Старк
- Іван Баста: роль другого плану
- Джон Пулоне: роль другого плану
- Антуанетта Фйоріто: роль другого плану

## Знімальна група
- Режисер: Гвідо Малатеста
- Сценарій: Джанфранко Клерічі, Гвідо Малатеста
- Продюсер: Фортунато Мізіано
- Оператор: Августо Тьєцці
- Композитор: Анджело Франческо Лаваньїно
- Художник: П'єр Вітторіо Маркі
- Монтаж: Йоланда Бенвенуті
- Костюми: Вальтер Патріарка
- Грим: Анджело Ронкайолі